# サッカーイングランド代表
サッカーイングランド代表（サッカーイングランドだいひょう、英: England national football team）は、フットボール・アソシエーション（FA）によって組織されるイングランドのサッカーのナショナルチーム。
愛称は「スリーライオンズ」。ホームスタジアムは、首都ロンドン郊外にあるウェンブリー・スタジアム。

## 概要

### 近代フットボール発祥の地

テューダー家の紋章。ランカスター家の赤薔薇とヨーク家の白薔薇を合わせた形になっている。

フットボール／サッカー発祥の地であるイングランドのナショナルチーム。1870年3月5日、ロンドンのケニントン・オーヴァルで“非公式”ながら、世界初の国際試合がイングランドとスコットランドの間で行われ、1-1の引き分けに終わった。その後、この試合も含め両者は5回に渡り非公式国際試合を行った（1870年の11月19日、ケニントン・オーヴァルでイングランドが1-0で勝利。1871年2月25日、同地区で1-1引き分け。1871年11月18日、ロンドンでイングランドが2-1で勝利、1872年2月24日、ロンドンでイングランドが1-0の勝利）。一連の非公式国際試合は、それらの試合を企画したイングランドサッカー協会(FA)第4代事務局長チャールズ・ウィリアム・オールコックの名前にちなんで、オールコックの国際試合と呼ばれている。1872年11月30日に、グラスゴーのパーティック地区のハミルトン・クレッセント・グラウンドで、世界で最初の“公式”国際試合が、イングランドとスコットランドの間で実施された。結果は0-0の引き分けだった。

### 愛称とロゴ
愛称の「スリーライオンズ」は、イングランドサッカー協会のエンブレムに描かれる「3頭の獅子」から。これはイングランド王室紋章に由来する。現在のイングランドの国章は、「獅子心王（Lion Hearted King）」ことイングランド王リチャード1世が第3回十字軍で使用した紋章が発祥である。それに、イングランドの国花であるバラ、薔薇戦争を終わらせたチューダー朝の紅白の「チューダーローズ」をあしらっている。ユニフォームの色に合わせて紺の縁取り（ボーデュア）で盾形に画された白のフィールドに爪と口の中が赤の紺の獅子が三頭配されている。最上段、二段目、三段目の獅子の上に3つのチューダーローズが左右と中央にちりばめられ、さらに最下段の獅子の下に一つのチューダーローズ、すなわち10のチューダーローズが配されている。これらのデザインはUMBRO社が手がけた。

### 代表チームの実績

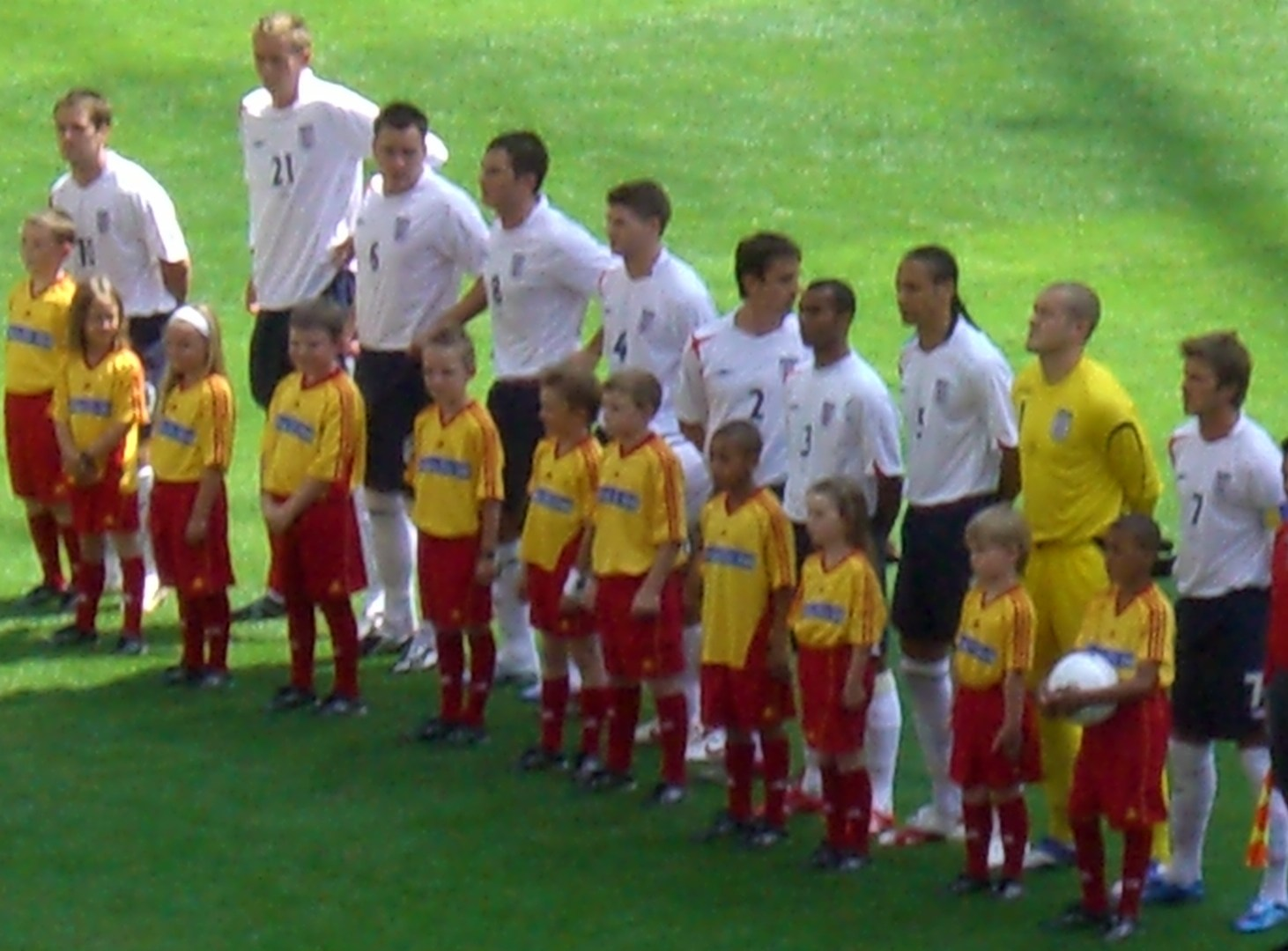
2006 FIFAワールドカップのイングランド代表

サッカーの母国で、古くから世界を代表する強豪国として知られている。しかし、ボビー・チャールトン、ケビン・キーガン、ポール・ガスコイン、デビッド・ベッカム、ウェイン・ルーニー、ハリー・ケインなどの名選手を多く輩出しながら歴史的に大舞台では勝負弱く、サッカーの母国として十分な実績を残しているとは言い難い。FIFAワールドカップでの4強進出は、地元開催で優勝した1966年大会と4位になった1990年イタリア大会と2018年ロシア大会の3度である。また、UEFA欧州選手権においては、2020年大会と2024年大会で準優勝したのが最高成績である。FIFAワールドカップ優勝経験のある全ての国の中で、唯一各大陸選手権で優勝していない国でもある。
弱体化の要因として国内リーグの最高峰であるプレミアリーグにおいて、外国籍選手の大量流入により国内若手選手の出場機会が減っていることが指摘されており、ワールドカップやEUROの予選で厳しい戦いを強いられることになるとの声もある。また、イギリス人の国民性が要因で、サッカー選手なのに他国に比べて選手のアルコールの摂取量が異常に多いとの指摘もある。

### PK戦の弱さ
国際大会のトーナメント戦でPK戦決着方式が導入されてから、ワールドカップでは1勝4敗、UEFA EUROでは2勝4敗である。UEFA EURO 2012でPK戦に敗れた後、ロイ・ホジソン監督は「イングランドのサッカー界でPK戦はある種のトラウマとなっている」と語った。
- 1990年 - ワールドカップ・イタリア大会 準決勝 西ドイツ戦●
- 1996年 - UEFA EURO 準々決勝 スペイン戦◯
- 1996年 - UEFA EURO 準決勝 ドイツ戦●
- 1998年 - ワールドカップ・フランス大会 ラウンド16 アルゼンチン戦●
- 2004年 - UEFA EURO 準々決勝 ポルトガル戦●
- 2006年 - ワールドカップ・ドイツ大会 準々決勝 ポルトガル戦●
- 2012年 - UEFA EURO 準々決勝 イタリア戦●
- 2018年 - ワールドカップ・ロシア大会 ラウンド16 コロンビア戦◯
- 2021年 - UEFA EURO 決勝 イタリア戦●
- 2024年 - UEFA EURO 準々決勝 スイス戦◯

## 歴史

### 1920年代 - 1980年代
1920年代にサッカーの国際大会が始まっても、1930年からFIFAワールドカップが開催されるようになっても長らくこれらに参加しなかったが、サッカーの母国として世界最強のナショナルチームであると目されていた。
ワールドカップ初参加となった1950年のブラジル大会ではトム・フィニー、スタンリー・マシューズ、ジャッキー・ミルバーン、スタン・モーテンセンらを擁して臨んだが、1次リーグでグループ2位だったが、アメリカ戦とスペイン戦を0-1で連敗して1勝2敗に終わり、面目を失う形となった（アメリカ VS イングランド）。
1953年11月25日には、ホームであるウェンブリー・スタジアムで当時世界最強を謳われた「マジック・マジャール」ことハンガリーとの親善試合に3-6という歴史的大敗を喫し、「ウェンブリーではいかなる外国チームにも負けなし」というイングランド代表ウェンブリー不敗伝説が終わった（すでにスコットランドに4敗しており、イギリス4協会以外とは4試合目）。雪辱を期し、翌年5月23日にはブダペストでリターンマッチに挑むが、1-7と更なる大差で敗れた。
1954年のワールドカップ・スイス大会ではグループステージ突破を果たすも準々決勝でウルグアイに敗れ、1958年のワールドカップ・スウェーデン大会ではソ連とのノックアウトステージ進出をかけたプレーオフに敗れグループステージ敗退となった。これら1950年代の一連の敗北はもはやイングランドのロングボールを主体とした古き良きプレースタイルが時代の推移に大きく遅れ、世界最強の座から完全に転落した事を意味していた。
1963年に監督に就任したアルフ・ラムゼイは就任早々独自に代表選手選考を行なえる権限を得て選手強化に努め、1966年の自国開催のワールドカップで念願の初優勝を果たす。これによりようやくサッカーの母国としての面目を施したものの、決勝の西ドイツ戦でのジェフ・ハーストの決勝ゴールは物議を醸した。
前回王者として臨んだ1970年のワールドカップ・メキシコ大会ではノックアウトステージ一回戦で西ドイツと対戦。2-0でリードし、1点を返されたところで準決勝を見据えエースのボビー・チャールトンを休ませるべく交代させたが（今大会から2名の選手交代が認められていた）、延長戦の末2-3で敗れた。
その後、1974 FIFAワールドカップ・予選はポーランドに、1978年の1978 FIFAワールドカップ・予選はイタリアに競り負け、連続してヨーロッパ地区予選で敗退した。
1977年にロン・グリーンウッドが監督に就任、1970年大会以来となるワールドカップ出場権を獲得した。1982年のワールドカップ・スペイン大会は1次リーグで3連勝したが、ケビン・キーガンがアクシデントによる負傷で殆ど出場出来ず、2次リーグでは2試合とも0-0で引き分けグループ2位で敗退。1986年のワールドカップ・メキシコ大会ではFWゲーリー・リネカーの活躍もあって準々決勝進出を果たす。準々決勝ではアルゼンチン戦でディエゴ・マラドーナによる「神の手」ゴールと「五人抜き」の前に1-2で敗れたが、リネカーは通算6得点をあげ得点王に選ばれた。

### 1990年代 - 2010年代
1990年にはリネカーとポール・ガスコインらの活躍により4位となり、1966年大会以来となる好成績を収めた。大会後グレアム・テイラーが監督に就任したが、ユーロ1992ではグループステージ敗退。1994年ワールドカップ・アメリカ大会はオランダとノルウェーに各々1敗1分けだったことが響き、4大会ぶり3度目の地区予選敗退となる。なお、英国4協会代表が揃って地区予選敗退という史上初の事態となった。
1996年にはUEFA EUROを地元で開催し、30年ぶりの国際大会優勝を期待された。アラン・シアラーが大会得点王となるが、準決勝のドイツ戦をPK戦で敗北した。1998年のワールドカップ・フランス大会も「ワンダーボーイ」ことマイケル・オーウェンを擁しながら、ノックアウトステージ1回戦でアルゼンチンとの死闘の末、PK戦で敗れた。この試合で退場処分を受けたデビッド・ベッカムはのちに汚名を返上し、キャプテンとして代表を牽引することになる。
2001年には代表史上初めて外国人監督のスヴェン＝ゴラン・エリクソンを招聘した。ベッカム、オーウェンのほかフランク・ランパード、スティーブン・ジェラード、ジョン・テリー、ウェイン・ルーニーら才能ある名選手を擁し、たびたび優勝候補に挙げられながらも、国際大会では最高でトップ8という状況が続いた。
UEFA EURO 2008の本大会出場を逃したのを受けて、2007年末にファビオ・カペッロを監督に迎え、ワールドカップ・南アフリカ大会欧州予選では圧倒的な攻撃力で予選参加国中、最多の34得点を挙げた。本大会ではグループステージを勝点5のグループ2位で突破したが、ノックアウトステージ1回戦でドイツに敗れた。しかし、この試合でランパードの放ったシュートがクロスバーに当たった後、明らかにゴールラインを超えていながら得点を認められず、1966年イングランド大会のハーストの決勝ゴールを想起させる誤審が物議を醸した。ファビオ・カペッロは2012年2月に辞任し、ロイ・ホジソンが新監督に就任した。2大会ぶりの出場となったUEFA EURO 2012は準々決勝でイタリアにPK戦で敗れた。
2012年10月9日にフランスのクレールフォンテーヌ国立研究所やイタリアのコベルチアーノに学び、世界最高峰のナショナルフットボールセンター、セント・ジョージズ・パークをバートンに開いた。
2014年ワールドカップブラジル大会では、4カ国中イングランドを含む3カ国が優勝経験を持つ最激戦区「死の組」と目されたD組において、初戦でイタリア、2戦目でウルグアイにいずれも1-2で敗れ、ワールドカップでは同じブラジルで開催された1950年大会の1次リーグで2戦目アメリカ、3戦目スペインに連敗を喫して以来2度目、初戦からでは初となる連敗を喫し、最終戦で対戦するコスタリカがイタリアを破り連勝した時点で、1950、1958各大会に続き56年ぶり3度目のグループステージでの敗退という屈辱となった。最終戦のコスタリカ戦でも負けこそしなかったものの0-0に終わり、1958年大会以来2度目の未勝利での敗退、かつグループステージでの勝点1はイングランドのワールドカップ史上最低の勝点となった。
2大会連続の出場となったUEFA EURO 2016では、グループステージを2位で突破し、ラウンドオブ16でアイスランドに敗れ、ロイ・ホジソン監督が辞任した。後任にはサム・アラダイスを据えたが、デイリー・テレグラフの囮取材によって不適切な言動が明らかとなり、2016年9月にわずか1試合のみで契約を解除された。
サム・アラダイスの解任に伴いU-21カテゴリーで指揮を執っていたガレス・サウスゲートが暫定で代表監督を務め、同年12月に正式に代表監督に就任した。ガレス・サウスゲートが監督に就任をした前後においてプレミアリーグに所属するチェルシーFCやマンチェスター・シティFCやトッテナム・ホットスパーFCが採用していた3バックシステムを2018 FIFAワールドカップロシア大会までイングランド代表の布陣として導入した。代表監督就任から1年が経ちワールドカップ本大会まで残り1年を切りはじめた2017年11月にドイツとブラジルをウェンブリー・スタジアムに迎え、親善試合ではあるものの両試合をスコアレスドローに抑えた。翌年2018年の5月に行われた親善試合ではオランダ相手に勝利、イタリアを相手に1-1の引き分けと、強豪国との連戦も負けなしの状態が続きワールドカップを迎えることとなった。
ワールドカップ代表登録の最終メンバーにはまだ20歳前後のトレント・アレクサンダー＝アーノルドやマーカス・ラッシュフォードそして地区予選で主力として活躍したハリー・ケインやラヒーム・スターリング、デレ・アリがメンバー入りし、例年に比べて非常に若い代表メンバーとなった。またプレミアリーグ2015-2016で初優勝を遂げたレスターからはジェイミー・ヴァーディが選出され若い選手の多いチームに多様性をもたらした。またメンバー全員がプレミアリーグに所属している。本大会では最初のチュニジア戦でキャプテンのハリー・ケインが後半アディショナルタイムにヘディングで決勝点となる2点目を決めてから勢いに乗り、グループステージを2位で突破した。ノックアウトステージ1回戦ではコロンビアと対戦してPK戦にもつれ込んだが、ゴールキーパーのジョーダン・ピックフォードのセービングもあってワールドカップ通算でPK戦の初勝利をあげた。
準々決勝では地区予選のプレーオフでイタリアを敗退に追いやって出場を手に入れたスウェーデンと対戦しで2-0というスコアで勝利し、1990年大会以来3度目のトップ4を決めた。準決勝クロアチア戦では前半5分にキーラン・トリッピアーの直接フリーキックが決まり先制に成功するも、同点ゴールを決められ、延長戦の末1-2で敗れて決勝進出が絶たれた。3位決定戦ではグループステージの最終戦で対戦したベルギーとの再戦に敗れて大会を4位で終えた。ワールドカップ終了後もガレス・サウスゲート代表監督の続投が決まり、10月の国際親善試合とUEFAネーションズリーグ2018-19に向けた登録メンバーでは当時10代のジェイドン・サンチョやメイソン・マウントを代表入りさせ、代表チームの世代交代を進めた。

### 2020年代
1年延期されたUEFA EURO 2020ではグループDに入り、クロアチア、スコットランド、チェコと対戦。3試合で2得点しか挙げられなかったものの、無失点で首位通過。ラウンド16ではドイツを2-0で退けると、準々決勝ではウクライナに4ゴールを決め快勝。準決勝ではデンマークを延長戦の末に破り初めて決勝へ進出した。その決勝では53年ぶりの優勝を狙うイタリアと対戦した。前半2分にルーク・ショーが先制点となる代表初ゴールを決めたものの、後半にレオナルド・ボヌッチのゴールで追いつかれ、延長戦でも決着はつかずPK戦に突入。そのPK戦ではハリー・ケイン、ハリー・マグワイアはPKを成功させるも、マーカス・ラッシュフォード、ジェイドン・サンチョ、ブカヨ・サカが3人連続で失敗して準優勝に終わった。
2021年11月15日に2022 FIFAワールドカップ・ヨーロッパ予選で最終節を戦った結果カタールで開催される2022 FIFAワールドカップ本大会への出場が決定した。2022年4月2日にカタールのドーハで行われた2022 FIFAワールドカップのグループリーグ組み合わせ抽選ではグループBに入り、アジアのイランと初戦で当たり北中米から同じく英語圏のアメリカそしてウェールズの3か国と対戦することが決定した。初戦は若手が躍動しイランを相手に6-2で快勝。勝利すれば決勝トーナメント進出一番乗りが決まる2戦目のアメリカ戦では前半こそ数々の決定機を作っていたものの、後半は最後まで決定機を作れずに得点を最後まで奪うことはできず、0-0の引き分けで決勝トーナメント進出は次のウェールズ戦へ持ち越しに。最終節のウェールズ戦は前半こそウェールズのコンパクトな守備ブロックに苦しみ、スコアレスで前半を終えるが、後半にラッシュフォードが2ゴールを決めるなど3-0の勝利でグループリーグ首位通過を果たす。ラウンド16は初戦黒星スタートから逆転でグループリーグを2位で通過したセネガルを相手に3-0で快勝しベスト8入りを果たす。しかし、前回大会優勝のフランスとの準々決勝では17分にオーレリアン・チュアメニのゴールで今大会初めて先制点を奪われる。しかしその後はボール保持率で上回り、決定機を幾度も作りながら前半を0-1で終える。後半に入ると前半とは打って変わってペースを握るようになり、54分にはサカの仕掛けからPKを獲得。これをケインが決めて試合を振り出しに戻すが、78分にオリヴィエ・ジルーにヘディングシュートを決められて勝ち越されてしまう。それでも直後に投入されたばかりのメイソン・マウントが倒されるとこの試合2度目のPKを獲得。しかし、このPKは枠の上に外れて同点には追いつけず、試合終了間際にも良い位置でFKを得たが、そのキックは枠の上に外れたところで試合終了。ベスト8で大会を去り、2大会連続の4強入りとはならなかった。なお、大会を通じてイエローカードが1枚のみ、これが評価されフェアプレー賞を受賞した。
ワールドカップ以降初の実戦は2023年3月から始まったユーロ予選となった。イタリア・ウクライナ・北マケドニア・マルタと同組のグループCに入ったイングランドは、初戦の難敵イタリア戦を勝利で飾ると、6勝2分の無敗で予選を首位通過し、2024年の本戦出場を決めた。
UEFA EURO 2024はグループステージを1勝2分の1位で通過し、ベスト16でスロバキア、準々決勝でスイス、準決勝でオランダを3試合全て先制されながらもそのビハインドをはねのけ、2大会連続で決勝に進出し初優勝をかけて12年ぶり4回目の優勝を目指すスペインとの決勝に挑んだ。前半を0-0で折り返した試合は47分にニコ・ウィリアムズに先制点を奪われ、73分に途中出場のコール・パーマーが同点ゴールを決めて追いつくが、延長戦突入も視野に入ってきた86分にミケル・オヤルサバルに勝ち越しゴールを決められてしまう。残り時間で追いつくことはかなわず1-2で敗れ、2大会連続の準優勝に終わった。

## 成績

### FIFAワールドカップ
| 開催国 / 年 | 成績               | 試       | 勝       | 分       | 負       | 得       | 失       |
| ----------- | ------------------ | -------- | -------- | -------- | -------- | -------- | -------- |
| 1930年      | 不参加             | 不参加   | 不参加   | 不参加   | 不参加   | 不参加   | 不参加   |
| 1934年      | 不参加             | 不参加   | 不参加   | 不参加   | 不参加   | 不参加   | 不参加   |
| 1938年      | 不参加             | 不参加   | 不参加   | 不参加   | 不参加   | 不参加   | 不参加   |
| 1950年      | グループリーグ敗退 | 3        | 1        | 0        | 2        | 2        | 2        |
| 1954年      | ベスト8            | 3        | 1        | 1        | 1        | 8        | 8        |
| 1958年      | グループリーグ敗退 | 4        | 0        | 3        | 1        | 4        | 5        |
| 1962年      | ベスト8            | 4        | 1        | 1        | 2        | 5        | 6        |
| 1966年      | 優勝               | 6        | 5        | 1        | 0        | 11       | 3        |
| 1970年      | ベスト8            | 4        | 2        | 0        | 2        | 4        | 4        |
| 1974年      | 予選敗退           | 予選敗退 | 予選敗退 | 予選敗退 | 予選敗退 | 予選敗退 | 予選敗退 |
| 1978年      | 予選敗退           | 予選敗退 | 予選敗退 | 予選敗退 | 予選敗退 | 予選敗退 | 予選敗退 |
| 1982年      | 2次リーグ敗退      | 5        | 3        | 2        | 0        | 6        | 1        |
| 1986年      | ベスト8            | 5        | 2        | 1        | 2        | 7        | 3        |
| 1990年      | 4位                | 7        | 3        | 3        | 1        | 8        | 6        |
| 1994年      | 予選敗退           | 予選敗退 | 予選敗退 | 予選敗退 | 予選敗退 | 予選敗退 | 予選敗退 |
| 1998年      | ベスト16           | 4        | 2        | 1        | 1        | 7        | 4        |
| 2002年      | ベスト8            | 5        | 2        | 2        | 1        | 6        | 3        |
| 2006年      | ベスト8            | 5        | 3        | 2        | 0        | 6        | 2        |
| 2010年      | ベスト16           | 4        | 1        | 2        | 1        | 3        | 5        |
| 2014年      | グループリーグ敗退 | 3        | 0        | 1        | 2        | 2        | 4        |
| 2018年      | 4位                | 7        | 3        | 1        | 3        | 12       | 8        |
| 2022年      | ベスト8            | 5        | 3        | 1        | 1        | 13       | 4        |
| 合計        | 出場16回/優勝1回   | 74       | 32       | 22       | 20       | 104      | 68       |

### UEFA欧州選手権
| 開催国 / 年 | 成績               | 試       | 勝       | 分       | 負       | 得       | 失       |
| ----------- | ------------------ | -------- | -------- | -------- | -------- | -------- | -------- |
| 1960年      | 不参加             | 不参加   | 不参加   | 不参加   | 不参加   | 不参加   | 不参加   |
| 1964年      | 不参加             | 不参加   | 不参加   | 不参加   | 不参加   | 不参加   | 不参加   |
| 1968年      | 3位                | 2        | 1        | 0        | 1        | 2        | 1        |
| 1972年      | 予選敗退           | 予選敗退 | 予選敗退 | 予選敗退 | 予選敗退 | 予選敗退 | 予選敗退 |
| 1976年      | 予選敗退           | 予選敗退 | 予選敗退 | 予選敗退 | 予選敗退 | 予選敗退 | 予選敗退 |
| 1980年      | グループリーグ敗退 | 3        | 1        | 1        | 1        | 3        | 3        |
| 1984年      | 予選敗退           | 予選敗退 | 予選敗退 | 予選敗退 | 予選敗退 | 予選敗退 | 予選敗退 |
| 1988年      | グループリーグ敗退 | 3        | 0        | 0        | 3        | 2        | 7        |
| 1992年      | グループリーグ敗退 | 3        | 0        | 2        | 1        | 1        | 2        |
| 1996年      | ベスト4            | 5        | 2        | 3        | 0        | 8        | 3        |
| 2000年      | グループリーグ敗退 | 3        | 1        | 0        | 2        | 5        | 6        |
| 2004年      | ベスト8            | 4        | 2        | 1        | 1        | 10       | 6        |
| 2008年      | 予選敗退           | 予選敗退 | 予選敗退 | 予選敗退 | 予選敗退 | 予選敗退 | 予選敗退 |
| 2012年      | ベスト8            | 4        | 2        | 2        | 0        | 5        | 3        |
| 2016年      | ベスト16           | 4        | 1        | 2        | 1        | 4        | 4        |
| 2021年      | 準優勝             | 7        | 5        | 2        | 0        | 11       | 2        |
| 2024年      | 準優勝             | 7        | 3        | 3        | 1        | 8        | 6        |
| 合計        | 出場11回           | 45       | 18       | 16       | 11       | 59       | 43       |

## 選手

### 現招集メンバー
2024年6月、UEFA EURO 2024に向けて発表されたメンバー。
| No. | Pos. | 選手名                               | 生年月日（年齢）       | 出場数 | ゴール | 在籍クラブ                   |
| --- | ---- | ------------------------------------ | ---------------------- | ------ | ------ | ---------------------------- |
|     | GK   | ジョーダン・ピックフォード           | 1994年3月7日（31歳）   | 61     | 0      | エヴァートン                 |
|     | GK   | アーロン・ラムズデール               | 1998年5月14日（27歳）  | 4      | 0      | アーセナル                   |
|     | GK   | ディーン・ヘンダーソン               | 1997年3月12日（28歳）  | 1      | 0      | クリスタル・パレス           |
|     | DF   | カイル・ウォーカー                   | 1990年5月28日（35歳）  | 82     | 1      | マンチェスター・シティ       |
|     | DF   | ジョン・ストーンズ                   | 1994年5月28日（31歳）  | 71     | 4      | マンチェスター・シティ       |
|     | DF   | キーラン・トリッピアー               | 1990年9月19日（34歳）  | 47     | 1      | ニューカッスル・ユナイテッド |
|     | DF   | ルーク・ショー                       | 1995年7月12日（29歳）  | 31     | 3      | マンチェスター・ユナイテッド |
|     | DF   | ジョー・ゴメス                       | 1997年5月23日（28歳）  | 14     | 0      | リヴァプール                 |
|     | DF   | マルク・グエイ                       | 2000年7月13日（24歳）  | 10     | 0      | クリスタル・パレス           |
|     | DF   | ルイス・ダンク                       | 1991年11月21日（33歳） | 6      | 0      | ブライトン                   |
|     | DF   | エズリ・コンサ                       | 1997年10月23日（27歳） | 3      | 0      | アストン・ヴィラ             |
|     | MF   | デクラン・ライス                     | 1999年1月14日（26歳）  | 50     | 3      | アーセナル                   |
|     | MF   | ジュード・ベリンガム                 | 2003年5月29日（22歳）  | 29     | 3      | レアル・マドリード           |
|     | MF   | トレント・アレクサンダー＝アーノルド | 1998年10月7日（26歳）  | 24     | 3      | リヴァプール                 |
|     | MF   | コナー・ギャラガー                   | 2000年2月6日（25歳）   | 13     | 0      | チェルシー                   |
|     | MF   | コビー・メイヌー                     | 2005年4月18日（20歳）  | 2      | 0      | マンチェスター・ユナイテッド |
|     | MF   | アダム・ウォートン★                  | 2004年2月6日（21歳）   | 1      | 0      | クリスタル・パレス           |
|     | FW   | ハリー・ケイン                       | 1993年6月28日（32歳）  | 90     | 63     | バイエルン・ミュンヘン       |
|     | FW   | フィル・フォーデン                   | 2000年5月28日（25歳）  | 33     | 4      | マンチェスター・シティ       |
|     | FW   | ブカヨ・サカ                         | 2001年9月5日（23歳）   | 32     | 11     | アーセナル                   |
|     | FW   | オリー・ワトキンス                   | 1995年12月30日（29歳） | 12     | 3      | アストン・ヴィラ             |
|     | FW   | ジャロッド・ボーウェン               | 1996年9月20日（28歳）  | 8      | 0      | ウェストハム・ユナイテッド   |
|     | FW   | エベレチ・エゼ                       | 1998年6月29日（27歳）  | 3      | 0      | クリスタル・パレス           |
|     | FW   | コール・パーマー                     | 2002年5月6日（23歳）   | 2      | 0      | チェルシー                   |
|     | FW   | イヴァン・トニー                     | 1996年3月16日（29歳）  | 2      | 1      | ブレントフォード             |
|     | FW   | アンソニー・ゴードン                 | 2001年2月24日（24歳）  | 2      | 0      | ニューカッスル・ユナイテッド |

※★印はA代表初招集選手。

## 記録

### 出場数ランキング
2024年8月1日時点
| 順位 | 名前                     | 出場 | 得点 | 期間            |
| ---- | ------------------------ | ---- | ---- | --------------- |
| 1    | ピーター・シルトン       | 125  | 0    | 1970年 - 1990年 |
| 2    | ウェイン・ルーニー       | 120  | 53   | 2003年 - 2018年 |
| 3    | デビッド・ベッカム       | 115  | 17   | 1996年 - 2009年 |
| 4    | スティーヴン・ジェラード | 114  | 21   | 2000年 - 2014年 |
| 5    | ボビー・ムーア           | 108  | 2    | 1962年 - 1973年 |
| 6    | アシュリー・コール       | 107  | 0    | 2001年 - 2014年 |
| 7    | ボビー・チャールトン     | 106  | 49   | 1958年 - 1970年 |
| 7    | フランク・ランパード     | 106  | 29   | 1999年 - 2014年 |
| 7    | ハリー・ケイン           | 106  | 72   | 2015年 - 2025年 |
| 10   | ビリー・ライト           | 105  | 3    | 1946年 - 1959年 |

### 得点数ランキング
2024年8月1日時点
| 順位 | 名前                   | 得点 | 出場 | 期間            | 得点率 |
| ---- | ---------------------- | ---- | ---- | --------------- | ------ |
| 1    | ハリー・ケイン         | 72   | 106  | 2015年 -        | 0.68   |
| 2    | ウェイン・ルーニー     | 53   | 120  | 2003年 - 2018年 | 0.44   |
| 3    | ボビー・チャールトン   | 49   | 106  | 1958年 - 1970年 | 0.46   |
| 4    | ゲーリー・リネカー     | 48   | 85   | 1984年 - 1992年 | 0.60   |
| 5    | ジミー・グリーブス     | 44   | 57   | 1959年 - 1967年 | 0.77   |
| 6    | マイケル・オーウェン   | 40   | 89   | 1998年 - 2008年 | 0.45   |
| 7    | トム・フィニー         | 30   | 76   | 1946年 - 1958年 | 0.39   |
| 7    | ナット・ロフトハウス   | 30   | 33   | 1950年 - 1958年 | 0.91   |
| 7    | アラン・シアラー       | 30   | 63   | 1992年 - 2000年 | 0.48   |
| 10   | ビビアン・ウッドワード | 29   | 23   | 1903年 - 1911年 | 1.26   |
| 10   | フランク・ランパード   | 29   | 106  | 1999年 - 2014年 | 0.27   |

## 監督
2023年9月12日時点（試合数、勝敗数）
| 期間            | 名前                           | 国籍         | 試合数 | 勝 | 分 | 敗 |
| --------------- | ------------------------------ | ------------ | ------ | -- | -- | -- |
| 1946年 - 1962年 | ウォルター・ウィンターボトム   | イングランド | 139    | 78 | 33 | 28 |
| 1963年 - 1974年 | アルフ・ラムゼイ               | イングランド | 113    | 69 | 27 | 17 |
| 1974年          | ジョー・マーサー               | イングランド | 7      | 3  | 3  | 1  |
| 1974年 - 1977年 | ドン・レヴィー                 | イングランド | 29     | 14 | 8  | 7  |
| 1977年 - 1982年 | ロン・グリーンウッド           | イングランド | 55     | 33 | 12 | 10 |
| 1982年 - 1990年 | ボビー・ロブソン               | イングランド | 95     | 47 | 30 | 18 |
| 1990年 - 1993年 | グレアム・テイラー             | イングランド | 38     | 18 | 13 | 7  |
| 1994年 - 1996年 | テリー・ヴェナブルズ           | イングランド | 23     | 11 | 11 | 1  |
| 1996年 - 1999年 | グレン・ホドル                 | イングランド | 28     | 17 | 6  | 5  |
| 1999年          | ハワード・ウィルキンソン       | イングランド | 1      | 0  | 0  | 1  |
| 1999年 - 2000年 | ケビン・キーガン               | イングランド | 18     | 7  | 7  | 4  |
| 2000年          | ハワード・ウィルキンソン       | イングランド | 1      | 0  | 1  | 0  |
| 2000年          | ピーター・テイラー             | イングランド | 1      | 0  | 0  | 1  |
| 2001年 - 2006年 | スヴェン＝ゴラン・エリクソン   | スウェーデン | 67     | 40 | 17 | 10 |
| 2006年 - 2007年 | スティーブ・マクラーレン       | イングランド | 18     | 9  | 4  | 5  |
| 2007年 - 2012年 | ファビオ・カペッロ             | イタリア     | 42     | 28 | 8  | 6  |
| 2012年          | スチュアート・ピアース（暫定） | イングランド | 1      | 0  | 0  | 1  |
| 2012年 - 2016年 | ロイ・ホジソン                 | イングランド | 56     | 33 | 14 | 9  |
| 2016年          | サム・アラダイス               | イングランド | 1      | 1  | 0  | 0  |
| 2016年 - 2024年 | ガレス・サウスゲート           | イングランド | 88     | 55 | 19 | 14 |
| 2024年          | リー・カーズリー（暫定）       | イングランド |        |    |    |    |
| 2025年 -        | トーマス・トゥヘル             | ドイツ       |        |    |    |    |

## 文化
1996年以降の応援歌は「スリーライオンズ」（コメディアンのデイビッド・バディール、フランク・スキナーとロックバンドのライトニング・シーズによる作品）であり、この曲に由来する「It's Coming Home」または「Football's Coming Home」という合言葉は応援で多く用いられる。